# Phrurolithus absurdus
Phrurolithus absurdus là một loài nhện trong họ Phrurolithidae.
Loài này thuộc chi Phrurolithus. Phrurolithus absurdus được Willis J. Gertsch miêu tả năm 1941.